# Phil Gingrey
John Phillip "Phil" Gingrey, född 10 juli 1942 i Augusta, Georgia, är en amerikansk obstetriker och republikansk politiker. Han representerade delstaten Georgias elfte distrikt i USA:s representanthus 2003–2015.
Gingrey avlade 1965 grundexamen vid Georgia Institute of Technology. Han avlade sedan 1969 läkarexamen vid Medical College of Georgia. Han inledde därefter sin karriär som obstetriker. Han var ledamot av delstatens senat 1999–2002.
Gingrey blev invald i representanthuset i kongressvalet 2002. Han omvaldes fem gånger.